# Trichaspis hincksi
Trichaspis hincksi es una especie de insecto coleóptero de la familia Chrysomelidae.
Fue descrita científicamente en 1961 por Shaw.